# 琵琶里町
琵琶里町（びわざとまち）は、愛知県名古屋市西区の地名。

## 歴史

### 町名の由来
枇杷島を参照のこと。

### 沿革
- 1934年（昭和9年）8月15日 - 西区枇杷島町の一部により、同区琵琶里町として成立[1]。
- 1987年（昭和62年）10月12日 - 全域が枇杷島五丁目に編入され、消滅[1]。